# Alois Balmer

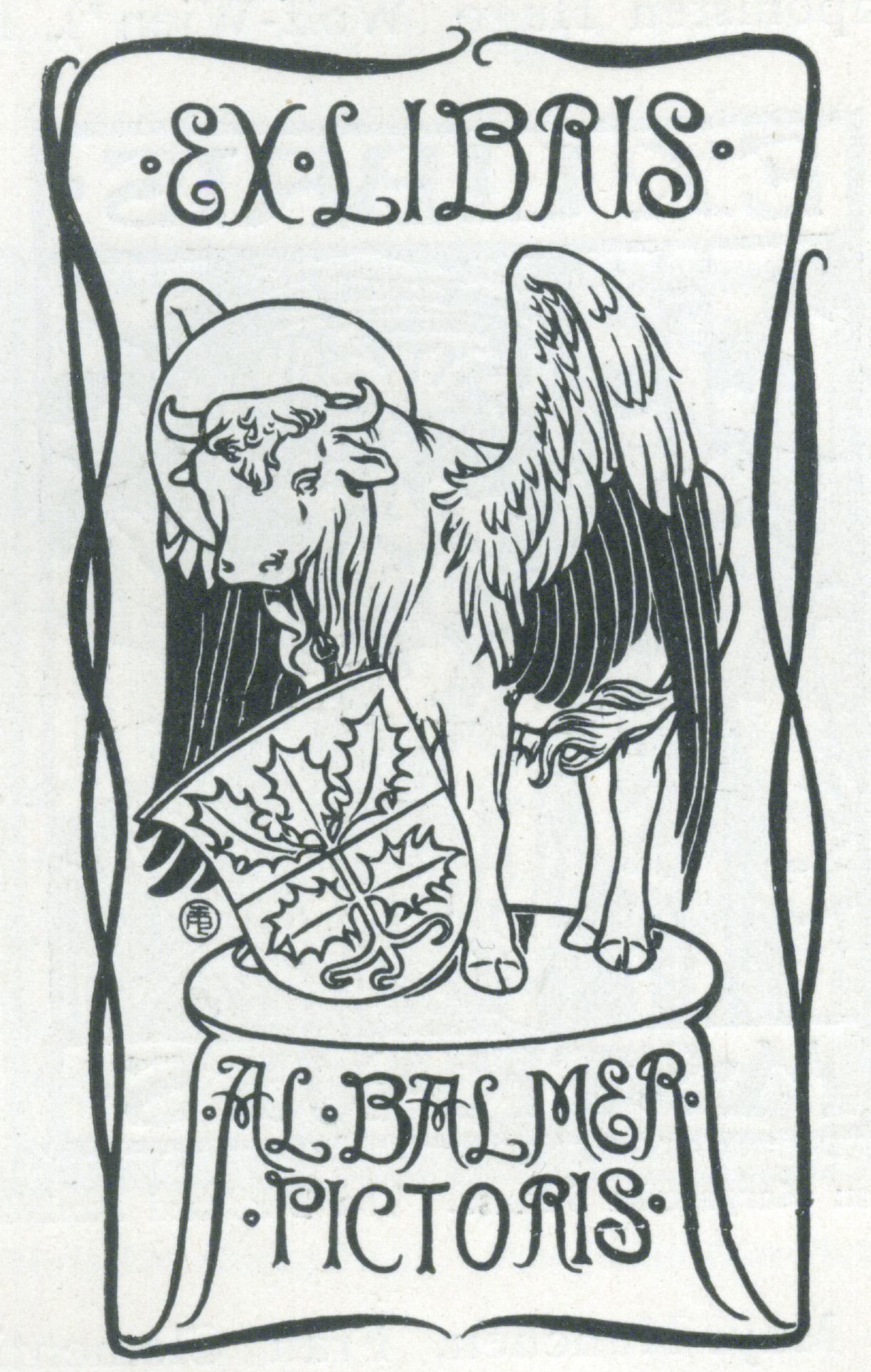
Exlibris von Alois Balmer, von ihm selbst gestaltet

Alois Balmer (* 28. November 1866 in Luzern; † 23. Dezember 1933 ebenda) war ein Schweizer Maler, Grafiker und Illustrator.

## Leben
Balmer war Sohn des Luzerner Kunstmalers und Autors Joseph Balmer. Alois Balmer besuchte die Gymnasien in Sarnen und Luzern und studierte ab 1887 an der Kunstakademie München und von 1888 bis 1891 an der Académie Julien bei William Adolphe Bouguereau, Tony Robert-Fleury und Gabriel Ferrier. 1892/93 war Balmer wieder in München und studierte an der Privat-Akademie von Rudolf von Seitz; daran schloss sich ein Aufenthalt in Florenz an. Ab 1900 war Balmer Mitglied des Kunstvereins München. Wahrscheinlich mit Beginn des Ersten Weltkriegs kehrte Balmer nach Luzern zurück.
Balmer schuf monumentale Fresken und Glasbildentwürfe sowie Exlibris und Buchillustrationen. Er nahm 1896 an der Schweizer Landesausstellung in Genf und an mehreren Kunstvereins-Ausstellungen in München teil.